# Cadrezzate
Cadrezzate là một đô thị ở tỉnh Varese trong vùng Lombardia, có cự ly khoảng 50 km về phía tây bắc của Milan và khoảng 14 km về phía tây của Varese. Tại thời điểm ngày 31 tháng 12 năm 2004, đô thị này có dân số 1.636 người và diện tích là 5,0 km².
Cadrezzate giáp các đô thị: Angera, Ispra, Osmate, Sesto Calende, Travedona-Monate.